# Karl Heinrich Menges
Karl Heinrich Menges (Frankfurt am Main, 22 de abril de 1908 – Viena, 20 de setembro de 1999) foi um linguista alemão, especializado em línguas altaicas. Fez parte do corpo docente académico da Universidade de Columbia em Nova Iorque e, posteriormente, ocupou o mesmo posto na academia da Universidade de Viena.
Menges nasceu em Frankfurt, tendo lá frequentado o liceu no Lessing Gymnasium, em 1926.O seu notável talento para as línguas chamou a atenção de Karl August Wittfogel, que o alcunhou de «aluno maravilha». Além do latim e do grego, optou por aprender também italiano, inglês e hebreu, tendo inclusive aprendido, como autodidacta, o russo.
Estudou etnologia, geografia, meteorologia e sinologia na Universidade Goethe em Frankfurt, durante dois semestres. Posteriormente, estudou russo, búlgaro e otomano. Mais tarde, na Universidade de Munique, estudou sânscrito, eslavismo, etnologia otomana, durante outros dois semestres. Na primavera de 1928, foi a Berlim, onde estudou eslavismo, turcologia e linguística. Participou no congresso de turcologia de Baku e numa expedição a Samarcanda em Junho de 1929, tendo aí estabelecido contacto com cientistas soviéticos.
Obteve o doutoramento, ulteriormente, na Universidade Humboldt em Berlim, já em 1932.
Em 1933, Menges tornou-se assistente científico da Comissão Oriental da Academia de Ciências Prussa, em Berlim, sob a orientação do turcólogo Willi Bang-Kaup.
Revendo-se no catolicismo centrista, participou na resistência ao regime nazi, distribuindo panfletos. Em 1936, foi detido pela Gestapo e interrogado durante 5 horas. Motivado por um colega de turma, resolveu fugir para a Checoslováquia, enquanto o julgamento ainda não tinha data marcada. Quando houve a anexação dos sudetas, foi para a Turquia.
Em Ancara , Menges ensinou Russian na Faculdade de línguas, História e Geografia da Universidade de Ancara.
Leccionou na universidade de Columbia em Nova Iorque durante 36 anos, de 1940 a 1976. Fora convidado para dar aulas de línguas eslavas. Mais tarde, depois de já ter deixado de dar aulas nos Estados Unidos, ainda chegou a dar aulas na universidade de Viena, pouco antes de falecer, em Viena, aos 91 anos.
Ao longo da carreira, leccionou em 31 instituições de ensino em sete países.